# Petrohradská smlouva
Petrohradská smlouva (japonsky 樺太・千島交換条約, rusky Петербургский договор) byla uzavřena mezi Japonským císařstvím a Ruskem 7. května 1875 a ratifikována v Tokiu 22. srpna 1875. Účinnou se stala v roce 1877.
Podle podmínek smlouvy Japonsko předává Rusku část Sachalinu výměnou za Kurilské ostrovy, které vlastní Rusko (ostrovy mezi Iturupem a Kamčatkou). Ve výsledku je celý Sachalin připojen k Rusku a celé Kurilské souostroví připojeno k Japonsku.
Text originálu smlouvy je napsán francouzsky. Rozdíly v japonském překladu přispěly ke sporu o to, co tvoří Kurilské ostrovy. Petrohradská smlouva je součástí dlouhotrvajícího a nerozhodnutého sporu o svrchovanost nad Kurilskými ostrovy.

## Pozadí událostí

### Golovninův incident
Ruský výzkumník Vasilij Michajlovič Golovnin byl pověřen carem Alexandrem I., aby zmapoval Kurilské ostrovy. V roce 1811, když se přiblížil ke Kunaširu, byl s celou posádkou šalupy Diana vzat na břeh a tam Japonci uvězněn.
Kvůli narušení japonské izolacionistické politiky sakoku byli po dva roky vězněni a propuštěni byli v roce 1813. Tato událost, známá jako Golovninův incident (Инцидент Головнина) Rusům ukázala, že hranice mezi Ruskem a Japonskem je příliš vágní. Aby se vyhnuli podobným nedorozuměním, jako byl Golovninův incident, potřebovali hranici jasně definovat.

### Smlouva ze Šimody

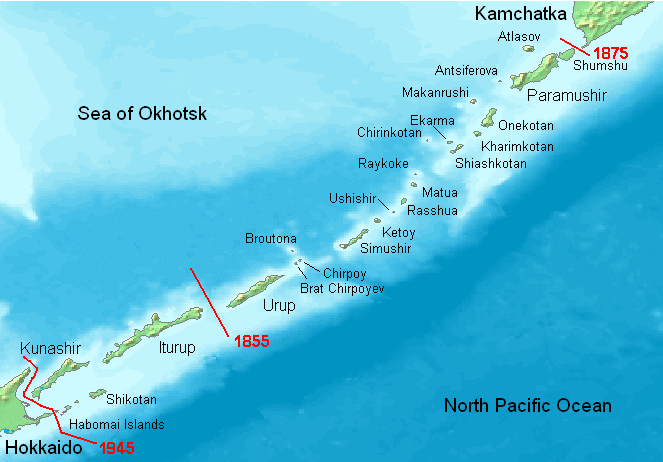
Změny průběhu hranice v Kurilských ostrovech

Šimodská dohoda z roku 1855 stanovila hranici mezi Ruskem a Japonskem v průlivu mezi kurilskými ostrovy Iturup (Etorofu) a Urup (Uruppu), avšak status Sachalinu (Karafuto) zůstal otevřený. Bez dobře definovaných hranic začalo mezi ruskými a japonskými osadníky docházet k incidentům. K nápravě situace byl japonskou vládou poslán do Petrohradu velvyslanec Takeaki Enomoto s úkolem jasně určit hranice v této oblasti. Po ročním vyjednávání Japonsko souhlasilo, že se vzdá svých nároků na Sachalin výměnou za odškodnění pro japonské obyvatele. Japonští rybáři získají přístup do Ochotského moře, desetileté bezplatné využívání ruských přístavů v oblasti a Japonsko získá celé Kurilské ostrovy. Japonské ministerstvo zahraničních věcí stále považuje tuto smlouvu za základ pro stanovení severních hranic.